# Hindko
Le hindko (autonyme : ہندکو, hindko, /ˈhɪnd̪koː/) est une langue, ou un groupe de langues, parlée au Pakistan, parfois considéré comme un dialecte ou une variante du pendjabi ou du lahnda.
Le hindko s'écrit en shahmukhi, comme le pendjabi. Comptant près de cinq millions de locuteurs, il se divise parfois entre hindko méridional et septentrional.

## Statistiques
Selon le recensement de 1981, le hindko du Nord est parlé par environ 1 880 000 personnes et le hindko du Sud est parlé par environ 625 000 personnes. Lors de l'étude de 1998, l'hindko est amalgamé avec le pendjabi.
Le recensement de 2017 évalue la population parlant hindko à 4,7 millions de personnes, soit 2,2 % de la population du pays et 11,5 % de celle de la province de Khyber Pakhtunkhwa. 

## Localisation
On trouve surtout ses locuteurs dans le nord du Pakistan, plus particulièrement dans le nord-est de la province de Khyber Pakhtunkhwa. Il est majoritaire dans la division de Hazara, plus particulièrement les districts d'Abbottabad, Mansehra et Haripur, dans le sud de la division. On trouve également des minorités parlant le dialecte à Peshawar, dans le district de Kohat, le nord de la province du Pendjab et dans l'Azad Cachemire. De plus, 6 % des habitants d'Islamabad parlent la langue.